# Bassline (muziekterm)
De bassline of baslijn of basloop is een muziekterm die in veel muziekstijlen wordt gebruikt om de laagst gestemde melodische lijn aan te geven.
Welk instrument de baslijn speelt, hangt vaak af van de muziekstijl en het soort ensemble. In rockmuziek is dit de elektrische basgitaar, maar in een harmonie- of fanfareorkest vaak instrumenten als een bariton, euphonium of trombone.
Ook is de baslijn vaak bepalend voor de stijl van muziek, zoals een walking bass bij diverse soorten van jazzmuziek.
Sommige nummers zijn wereldberoemd geworden om hun baslijn. In 2011 werd Hysteria van Muse door lezers van de website MusicRadar uitgeroepen tot de beste baslijn ooit.